# 500
Раннє Середньовіччя. У Східній Римській імперії триває правління Анастасія I. На Апеннінському півострові володіння Теодоріха Великого мають офіційний статус віцекоролівства Римської імперії. У Європі існують численні германські держави, зокрема Іберію та південь Галлії займає Вестготське королівство, Північну Африку захопили вандали, утворивши Африканське королівство, у Тисо-Дунайській низовині утворилося Королівство гепідів. На півночі Галлії панують салічні франки, у Західній Галлії встановилося Бургундське королівство.
У Південному Китаї править династія Південна Ці, на півночі — Північна Вей. В Індії правління імперії Гуптів. У Японії триває період Ямато. У Персії править династія Сассанідів.
На території лісостепової України Черняхівська культура. Історики VI століття згадують плем'я антів, що мешкало на території сучасної України приблизно з IV сторіччя. У Північному Причорномор'ї центр володінь гунів, що підкорили собі інші кочові племена, зокрема сарматів, булгар та аланів.

## Події
- Коаліція франків та частини бургундів розбили війська бургундського короля Гундобада. Гундобад зобов'язався виплачувати Хлодвігу данину.
- Король вандалів Тразамунд одружився із сестрою віцекороля Італії Теодоріха Великого.
- Як кругла дата 500 рік часто вказують для подій, точна дата яких невідома, зокрема:
  - Початок періоду Гептархії у Британії.
  - Заснування королівства Ессекс.
  - Утворення Франкського королівства.
  - Кінець практики поховань у римських катакомбах.
  - Прибуття арабських торговців до Ефіопії.
  - Заснування міста Ушмаль цивілізації мая.
  - Завершення Срібного кодексу, рукопису перекладу Біблії готською мовою.